# Anton Svraka
Anton Svraka, též Antal Svraka (10. března 1874 – ???), byl československý politik z Bratislavy a senátor Národního shromáždění ČSR za Maďarsko-německou sociální demokracii, později za Komunistickou stranu Československa.

## Biografie
Už před vznikem Československa patřil mezi předáky sociálních demokratů v Prešpurku. Byl jejich tajemníkem. Počátkem roku 1918 se podílel na přípravě oslav výročí maďarské revoluce roku 1848.
V roce 1920 byl aktivním stoupencem levicového křídla sociální demokracie. Účastnil se jejího celoslovenského sjezdu v Lubochni a byl zvolen místopředsedou sjezdu.
Po vzniku Československa byl ještě v lednu 1920 skeptický ohledně možného připojení bratislavských sociálních demokratů k Československé sociálně demokratické straně dělnické, protože se obával propadu popularity mezi početnými bratislavskými etnickými Maďary a Němci. Vyjádřil se tehdy pro to, aby československá sociální demokracie deklarovala vůli řešit otázku menšin a jejich kulturních požadavků. Pokud by tak neučinila, měli maďarští a němečtí sociální demokraté na Slovensku kandidovat v nadcházejících volbách samostatně, což se také stalo.
V parlamentních volbách v roce 1920 získal za Maďarsko-německou sociální demokracii senátorské křeslo v Národním shromáždění. Pak přešel do senátorského klubu nově zřízené KSČ. Mandát držel do roku 1925. Působil na Slovensku, v stengorafickém protokolu je uvedeno, že projevy ve sněmovně měl v němčině. V jiných zdrojích je uváděn jako Maďar.
Profesí byl tajemníkem v Bratislavě. Od roku 1921 vydával v Bratislavě maďarský list Népszava.
V roce 1922 tisk informoval, že Svraka opouští senátorský klub KSČ, ale pak musel zprávu dementovat. V roce 1927 byl odsouzen na dva měsíce do vězení za pobuřování, kterého se měl dopustit roku 1926 v Gejdelu v okrese Nitra.